# آتکاسوک (آلاسکا)
آتکاسوک (به انگلیسی: Atqasuk) شهری در بخش نورث اسلوپ ایالت آلاسکا است که جمعیت آن در سرشماری سال ۲۰۰۰ میلادی ۲۲۸ نفر بوده‌است.

## جغرافیا
آتکاسوک در ۷۰°۲۸′۴۰″ شمالی ۱۵۷°۲۵′۰۵″ غربی / ۷۰٫۴۷۷۷۸°شمالی ۱۵۷٫۴۱۸۰۶°غربی (70.477663, -157.418056). واقع است 
طبق اسناد اداره آمار ایالات متحده United States Census Bureau, این شهر دارای مساحت کل ۴۲٫۳ مایل مربع (۱۱۰ کیلومتر مربع)، که ۳۸٫۹ مایل مربع (۱۰۱ کیلومتر مربع) از آن خشکی و ۳٫۵ مایل مربع (۹٫۱ کیلومتر مربع) (8.22%) از آن را آب فراگرفته است.
آتکاسوک دارای یک فرودگاه بدون برج دیدبانی به نام , فرودگاه اتکاسوک ادورد بورنل سر ممریال, که دارای یک باند۴٬۳۷۰-در-۹۰-فوت (۱٬۳۳۲-در-۲۷-متر) با ارتفاع ۹۶ فوت (۲۹ متر). می باشد